# Zyklische maladaptive Muster
Unter zyklisch maladaptiven Mustern, auch zyklisch maladaptiver Beziehungszirkel (engl. cyclic maladaptive pattern CMP) genannt, versteht man ein psychodynamisches Modell, mit dem die Beziehung zu anderen und zu sich selbst erklärt werden soll. Das Modell stammt von Hans Strupp und Jeffrey L. Binder aus den Jahren 1984, 1993. Auf Anregung von Lorna Smith Benjamin wurde das Modell von W. P. Henry und W. Tress um die biografischen Primärerfahrungen ergänzt. Die Minimalstruktur umfasst dabei vier Aspekte:
- Erwartungen des Patienten an das Verhalten anderer Personen
- Verhalten des Patienten gegenüber anderen Personen
- Verhalten anderer Personen dem Patienten gegenüber
- Umgang des Patienten mit sich selbst (maladaptives Introjekt)

Diese vier Aspekte ergeben eine sich selbst verstärkende Schleife. Das Modell der zyklischen maladaptiven Muster hatte Einfluss auf die Erstellung der Achse II in der operationalisierten psychodynamischen Diagnostik (OPD II).